# Liste der Baudenkmale in Emlichheim
In der Liste der Baudenkmale in Emlichheim sind alle Baudenkmale der niedersächsischen Gemeinde Emlichheim aufgelistet. Die Quelle der  Baudenkmale ist der Denkmalatlas Niedersachsen. Der Stand der Liste ist der 26. Dezember 2020.

## Allgemein
In den Spalten befinden sich folgende Informationen:
- Lage: die Adresse des Baudenkmales und die geographischen Koordinaten. Kartenansicht, um Koordinaten zu setzen. In der Kartenansicht sind Baudenkmale ohne Koordinaten mit einem roten Marker dargestellt und können in der Karte gesetzt werden. Baudenkmale ohne Bild sind mit einem blauen Marker gekennzeichnet, Baudenkmale mit Bild mit einem grünen Marker.
- Bezeichnung: Bezeichnung des Baudenkmales
- Beschreibung: die Beschreibung des Baudenkmales. Unter § 3 Abs. 2 NDSchG werden Einzeldenkmale und unter § 3 Abs. 3 NDSchG Gruppen baulicher Anlagen und deren Bestandteile ausgewiesen.
- ID: die Objekt-ID des Baudenkmales
- Bild: ein Bild des Baudenkmales, ggf. zusätzlich mit einem Link zu weiteren Fotos des Baudenkmals im Medienarchiv Wikimedia Commons. Wenn man auf das Kamerasymbol klickt, können Fotos zu Baudenkmalen aus dieser Liste hochgeladen werden:

## Emlichheim

### Gruppe: Ensemble Hofanlagen Dorfstraße
Die Gruppe „Ensemble Hofanlagen Dorfstraße“ hat die ID 36026136.

| Lage                                                     | Bezeichnung              | Beschreibung                | ID       | Bild |
| -------------------------------------------------------- | ------------------------ | --------------------------- | -------- | ---- |
| Dorfstraße 11 52° 36′ 23″ N, 6° 50′ 52″ O                | Hofanlage                | Hof Reerink (Hof Veldink ?) | 36064576 | BW   |
| Dorfstraße 11 52° 36′ 24″ N, 6° 50′ 53″ O                | Baumbestand              | Hof Reerink (Hof Veldink ?) | 36065795 | BW   |
| Friedrich-Kottemann-Straße 6 52° 36′ 22″ N, 6° 50′ 53″ O | Wohn-/Wirtschaftsgebäude |                             | 36064805 | BW   |
| Friedrich-Kottemann-Straße 6 52° 36′ 22″ N, 6° 50′ 55″ O | Nebengebäude             |                             | 36064834 | BW   |
| Dorfstraße 52° 36′ 23″ N, 6° 50′ 56″ O                   | Kriegerdenkmal           |                             | 36064733 | BW   |
| Rathausstraße 6 52° 36′ 23″ N, 6° 50′ 56″ O              | Wohn-/Wirtschaftsgebäude | Hof Ringerbrüggen           | 36065042 | BW   |
| Rathausstraße 6 52° 36′ 23″ N, 6° 50′ 58″ O              | Nebengebäude             | Hof Ringerbrüggen           | 36065069 | BW   |

### Gruppe: Hof Wigger
Die Gruppe „Hof Wigger“ hat die ID 44517309.

| Lage                                     | Bezeichnung              | Beschreibung            | ID       | Bild |
| ---------------------------------------- | ------------------------ | ----------------------- | -------- | ---- |
| Wiggerskamp 2 52° 36′ 28″ N, 6° 51′ 1″ O | Wohn-/Wirtschaftsgebäude | Hallenhaus (Hof Wigger) | 44002417 | BW   |
| Wiggerskamp 2 52° 36′ 28″ N, 6° 51′ 2″ O | Scheune                  | (Hof Wigger)            | 44517327 | BW   |
| Wiggerskamp 2 52° 36′ 28″ N, 6° 51′ 2″ O | Stallanbau               |                         | 44517341 | BW   |

### Einzelbaudenkmale
| Lage                                                  | Bezeichnung              | Beschreibung              | ID       | Bild |
| ----------------------------------------------------- | ------------------------ | ------------------------- | -------- | ---- |
| Sandhook 4 52° 36′ 16″ N, 6° 51′ 25″ O                | Brunnen                  |                           | 36064603 | BW   |
| Kirchstraße 52° 36′ 16″ N, 6° 51′ 8″ O                | Kirche                   |                           | 36064970 | BW   |
| Kirchstraße 52° 36′ 16″ N, 6° 51′ 7″ O                | Kirchhof                 |                           | 36065584 | BW   |
| Kirchstraße 11 52° 36′ 17″ N, 6° 51′ 9″ O             | Wohnhaus                 |                           | 36064995 | BW   |
| Bremarkt 11 52° 36′ 17″ N, 6° 51′ 3″ O                | Wohn-/Wirtschaftsgebäude |                           | 36064709 | BW   |
| Hauptstraße 27 52° 36′ 19″ N, 6° 50′ 53″ O            | Glockenturm              |                           | 36064892 | BW   |
| Överinger Straße 2 52° 35′ 56″ N, 6° 51′ 30″ O        | Wohn-/Wirtschaftsgebäude |                           | 36065019 | BW   |
| Wilminkweg 3 52° 36′ 4″ N, 6° 51′ 52″ O               | Wohn-/Wirtschaftsgebäude |                           | 36065218 | BW   |
| Wilminkweg 3 52° 36′ 3″ N, 6° 51′ 54″ O               | Remise                   |                           | 36065243 | BW   |
| Hauptstraße 55 52° 36′ 22″ N, 6° 50′ 32″ O            | Wohnhaus                 |                           | 36065379 | BW   |
| 52° 37′ 31″ N, 6° 49′ 38″ O                           | Kanal                    | Coevorden-Piccardie-Kanal | 36064654 | BW   |
| 52° 37′ 36″ N, 6° 49′ 23″ O                           | Schleusenanlage          | Coevorden-Piccardie-Kanal | 36064941 | BW   |
| Hinter dem Kanal 52° 37′ 37″ N, 6° 49′ 25″ O          | Schleusenwärterhaus      |                           | 36065819 | BW   |
| Coevorden-Piccardie-Kanal 52° 37′ 38″ N, 6° 49′ 13″ O | Baumbestand              |                           | 36065653 | BW   |
| Hinter dem Kanal 52° 37′ 13″ N, 6° 50′ 48″ O          | Brücke                   | Coevorden-Piccardie-Kanal | 36064625 | BW   |
| Botterdiek 52° 37′ 15″ N, 6° 52′ 2″ O                 | Brücke                   | Coevorden-Piccardie-Kanal | 36064681 | BW   |
| Botterdiek 52° 37′ 17″ N, 6° 52′ 4″ O                 | Brückenwächterhaus       | Coevorden-Piccardie-Kanal | 36065771 | BW   |
| Hahnenberger Diek 52° 37′ 13″ N, 6° 53′ 9″ O          | Brücke                   | Coevorden-Piccardie-Kanal | 36064863 | BW   |
| Hahnenberger Diek 52° 37′ 15″ N, 6° 53′ 8″ O          | Brückenwächterhaus       | Coevorden-Piccardie-Kanal | 36065746 | BW   |
| Am Kanal 52° 37′ 6″ N, 6° 53′ 57″ O                   | Wehr                     | Coevorden-Piccardie-Kanal | 36065291 | BW   |
| Ringer Straße 24 52° 36′ 27″ N, 6° 51′ 24″ O          | Wohnhaus                 |                           | 36065095 | BW   |